# 张德骏
张德骏（1922年—），男，江西鄱阳人，中国农业机械设计制造专家，曾任吉林工业大学教授、博士生导师。